# Jökelgräsmossa
Jökelgräsmossa (Sciuro-hypnum dovrense) är en bladmossart som först beskrevs av Karl Gustav Limpricht, och fick sitt nu gällande namn av Draper och Lars Hedenäs. Jökelgräsmossa ingår i släktet nordgräsmossor, och familjen Brachytheciaceae. Enligt den finländska rödlistan är arten starkt hotad i Finland. Arten är reproducerande i Sverige. Artens livsmiljö är våtmarker i fjällen (myrar, stränder, snölegor).